# Enkianthus deflexus
Enkianthus deflexus är en ljungväxtart som först beskrevs av William Griffiths, och fick sitt nu gällande namn av Camillo Karl Schneider. Enkianthus deflexus ingår i släktet klockbuskar, och familjen ljungväxter.

## Underarter
Arten delas in i följande underarter:
- E. d. acuminatus
- E. d. glabrescens